# Dąbrówka (Rawicz)
Dąbrówka (deutsch Dombrowka Konarzewo/Eichenbronn (1815–1920), Eichenbronn (1939–1945)) ist ein Dorf in der Gemeinde Rawicz im Powiat Rawicki der polnischen Woiwodschaft Großpolen und liegt etwa 6 Kilometer nordwestlich von der Stadt Rawicz. Das Dorf hat etwa 208 Einwohner.

## Geschichte
Das Dorf Dąbrówka gehörte zunächst zur Woiwodschaft Posen im Herzogtum Großpolen der polnisch-litauischen Adelsrepublik und gelangte infolge der zweiten Teilung Polens 1793 zum Königreich Preußen. Dabei ordnete man das Dorf dem Kreis Kreben in der Provinz Südpreußen zu, die aus dem annektierten polnischen Gebiet entstanden war. Im Jahr 1807 wurde das polnische Herzogtum Warschau gegründet und das Dorf in den Kreis Krobski (deutsch Kröben) des Departements Posen aufgenommen. Mit dem Wiener Kongress 1815 gelangte das Dorf erneut unter preußische Herrschaft und war bis 1887 Teil des Kreises Kröben sowie bis 1920 Teil des Kreises Rawitsch in der preußischen Provinz Posen. Mit dem Versailler Vertrag 1919 wurde das Dorf Bestandteil der Republik Polen. Der zugehörige Kreis erhielt den polnischen Namen Rawicz und behielt seine bisherigen Ausmaße. Während des Zweiten Weltkriegs (1939–45) wurde die Republik Polen durch das Deutsche Reich besetzt und der Kreis Rawicz als Landkreis Rawitsch in das Reichsgau Wartheland eingegliedert. Seit 1945 gehört das Dorf Dąbrówka zusammen mit dem Landkreis Rawicz zur Republik Polen.